# Zymohiria
Zymohiria (en ukrainien : Зимогір'я) ou Zimorogie (en russe : Зимогорье) est une ville minière de l'oblast de Louhansk, en Ukraine, dans le raïon d'Altchevsk. Sa population s'élevait à 9 949 habitants en 2013.

## Géographie
Zymohiria est arrosée par la rivière Lougan et se trouve dans le Donbass, à 15 km au nord-est d'Altchevsk, à 18 km au nord-est de Perevalsk, à 29 km à l'ouest de Louhansk et à 642 km au sud-est de Kiev.

## Histoire
L'origine de Zymohiria est le village de Tcherkasky Brod, en 1645, puis Tcherkasskoïe en 1764. Il devient la commune urbaine de Tcherkassy en 1938. Elle est renommée Zimogorié en 1956 et obtient le statut de ville en 1961.
Depuis 2014, Zymohiria est sous l'administration de la république populaire de Lougansk.

## Population
| 1939   | 1959    | 1970    | 1979    | 1989    |
| ------ | ------- | ------- | ------- | ------- |
| 5 222* | 13 938* | 14 943* | 13 328* | 12 710* |

| 2001    | 2010   | 2011   | 2012   | 2013  |
| ------- | ------ | ------ | ------ | ----- |
| 11 295* | 10 192 | 10 148 | 10 042 | 9 949 |

## Économie
L'extraction et l'enrichissement du charbon sont les principales activités économiques de Zymohiria (mine « Tcherkasskaïa » de la société Louganskougol). La ville compte également une briqueterie.

## Transports
Zymohiria se trouve à 36 km par le chemin de fer et 42 km par la route de Louhansk.